# Ricard Gomà

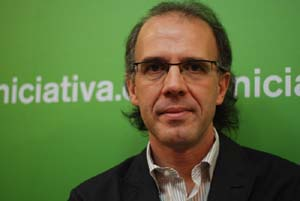
Ricard Gomà en 2009.

Ricard Gomà Carmona (Barcelona, 1964) es profesor de ciencia política en la Universitat Autònoma de Barcelona. Concejal del Ayuntamiento de Barcelona entre 2003 y 2015. Concejal y Teniente de Alcalde de Acción Social y Ciudadanía entre 2003 y 2011. 

## Biografía
Es doctor en Ciencia Política por la Universidad Autónoma de Barcelona, máster en Políticas Públicas por la University of Strathclyde (Glasgow, Escocia) y máster en Estudios Urbanos y Metropolitanos por la UAB. Es profesor titular del Departamento de Ciencia Política y Derecho Público en la UAB desde 1992, donde también ejerció de coordinador de la Licenciatura de Ciencia Política y de la Administración. También ha trabajado como profesor visitante en diversas universidades españolas, europeas y latinoamericanas (Venezuela, Nicaragua, Guatemala, Brasil).
Está especializado en investigación sobre políticas sociales y Estado del bienestar, gobiernos locales, participación ciudadana y movimientos sociales, tanto en la Unión Europea como en América Latina. Ha participado en numerosos proyectos de investigación sobre estos temas.
Como miembro del equipo coordinador del Institut de Govern i Polítiques Públiques de la UAB ha participado en diferentes proyectos sobre políticas sociales, exclusión, participación y movimientos sociales. 
Antes de ser profesor en la UAB trabajó como educador en el barrio Baró de Viver de Barcelona.
En los últimos años ha participado en diferentes movimientos sociales como el movimiento antinuclear, el movimiento contra la guerra, y también ha estado presente y colaborado en los diferentes Fórums Sociales Mundiales (FSM) celebrados a partir del de Porto Alegre de 2003.
En el año 2000 comenzó a militar en Iniciativa per Catalunya Verds (ICV), y actualmente es miembro de la Secretaria Política y de la Comisión Permanente del partido y también responsable nacional del ámbito de Bienestar Social de esta formación. Fue presidente de la Fundación Nous Horitzons desde el 2002 hasta finales de 2008.
Ha sido miembro de la candidatura por Barcelona de la coalición ICV-EUiA en las elecciones municipales del 2003 y 2007. En el primer mandato (2003-2007) Ricard Gomà fue concejal de Bienestar Social, y desde el 2007 es teniente de alcalde de Acción Social y Ciudadanía.
Siendo concejal de Bienestar Social, promovió la firma del Acuerdo Ciudadano por una Barcelona Inclusiva Archivado el 6 de octubre de 2009 en Wayback Machine. , un instrumento de colaboración entre el Ayuntamiento y el tejido asociativo de la ciudad en materia de inclusión social. Esto fue posible en el marco del Plan Municipal de Inclusión Social, que articula el conjunto de políticas municipales orientadas a prevenir las dinámicas de exclusión, atender las personas y colectivos vulnerables y promover la inserción social.  
En el actual mandato se ha puesto en marcha el Programa de Acción Social contra la Pobreza orientado a personas y familias económicamente vulnerables y a la infancia en riesgo que consiste en la aplicación de políticas de inclusión en temas de vivienda, empleo y cobertura de necesidades básicas, entre otras. 
Actualmente también preside el Instituto Municipal de Servicios Sociales, el Instituto Municipal de Personas con Discapacidad, el Consorcio Instituto de Infancia y Mundo Urbano y es vicepresidente del Consorcio de Servicios Sociales de Barcelona.
Desde el 2007 es presidente de la Comisión de Inclusión Social y Democracia Participativa de la asociación internacional Ciudades y Gobiernos Locales Unidos (CGLU). 
En mayo de 2008 asumió la presidencia del grupo municipal de ICV-EUiA en el Ayuntamiento de Barcelona y la segunda tinencia de alcaldía, reemplazando a Imma Mayol, actual quinta teniente de alcalde de Medio Ambiente.
Después de superar el proceso de elecciones primarias, Ricard Gomà fue proclamado candidato de la coalición ICV-EUiA a la alcaldía de Barcelona el 8 de julio de 2010 en un acto celebrado en el recinto de Fabra i Coats en el distrito de San Andrés.

## Libros
- Mapa dels serveis personals locals. Cap a un model integral, estratègic, comunitari i participatiu (1997), en col·laboració amb Q. Brugué, R. Plana i J. Roig. ISBN 8477945314
- Políticas Públicas en España. Contenidos, redes de actores y niveles de gobierno (1998), en col·laboració amb J. Subirats ISBN 9788434418103
- Gobiernos Locales y Políticas Públicas. Promoción económica, bienestar social y territorio (1998), en col·laboració amb Q.Brugué. ISBN 8434418118
- Govern i Polítiques Públiques a Catalunya. Autonomia i Benestar (2001), en col·laboració amb J. Subirats ISBN 9788449020896
- Govern i Polítiques Públiques a Catalunya. Coneixement, sostenibilitat i territori (2001), en col·laboració amb J. Subirats ISBN 9788449020902
- Experiències de participació ciutadana en els municipis catalans (2001), en col·laboració amb J. Subirats ISBN 8439355335
- Joventut, territori i ciutadania (direcció, 2002) en col·laboració amb L. Giménez i I. Llopart DL B. 38022-2002 (Biblioteca de Catalunya)
- Gobiernos locales y redes participativas (2002), en col·laboració amb I. Blanco ISBN 8434442523
- Creadores de democracia radical. Movimientos sociales y redes de políticas públicas(2002), en col·laboració amb P. Ibarra i S. Martí ISBN 8474265983
- Els Règims Autonòmics de Benestar. Anàlisi comparada de polítiques socials a les CCAA amb major capacitat d’autogovern (2002), en col·laboració amb R. Gallego i J. Subirats ISBN 8439358253
- Joventut, okupació i polítiques públiques a Catalunya (coordinador, 2003) ISBN 8439359934
- Un paso más hacia la inclusión social (2003), en col·laboració amb J. Subirats.
- Estado de Bienestar y Comunidades Autónomas (2003), en col·laboració amb R. Gallego i J. Subirats. ISBN 8430939415
- L’Habitatge: un dret vulnerat. Habitatge i discriminació (coordinador, 2003) DL B. 19713-2004 (Biblioteca de Catalunya)
- Descentralización y políticas sociales en América Latina (2004), en col·laboració amb J. Jordana ISBN 8487072372
- Análisis de los factores de exclusión social (2005), en col·laboració amb Q. Brugué i J. Subirats.
- Riesgos de exclusión social en las Comunidades Autónomas (2005), en col·laboració amb Q. Brugué i J. Subirats.
- Utopies quotidianes. Lluites i somnis per Barcelona (2011) DL B. 34857-2007 (Biblioteca de Catalunya)